# بیژن براتی

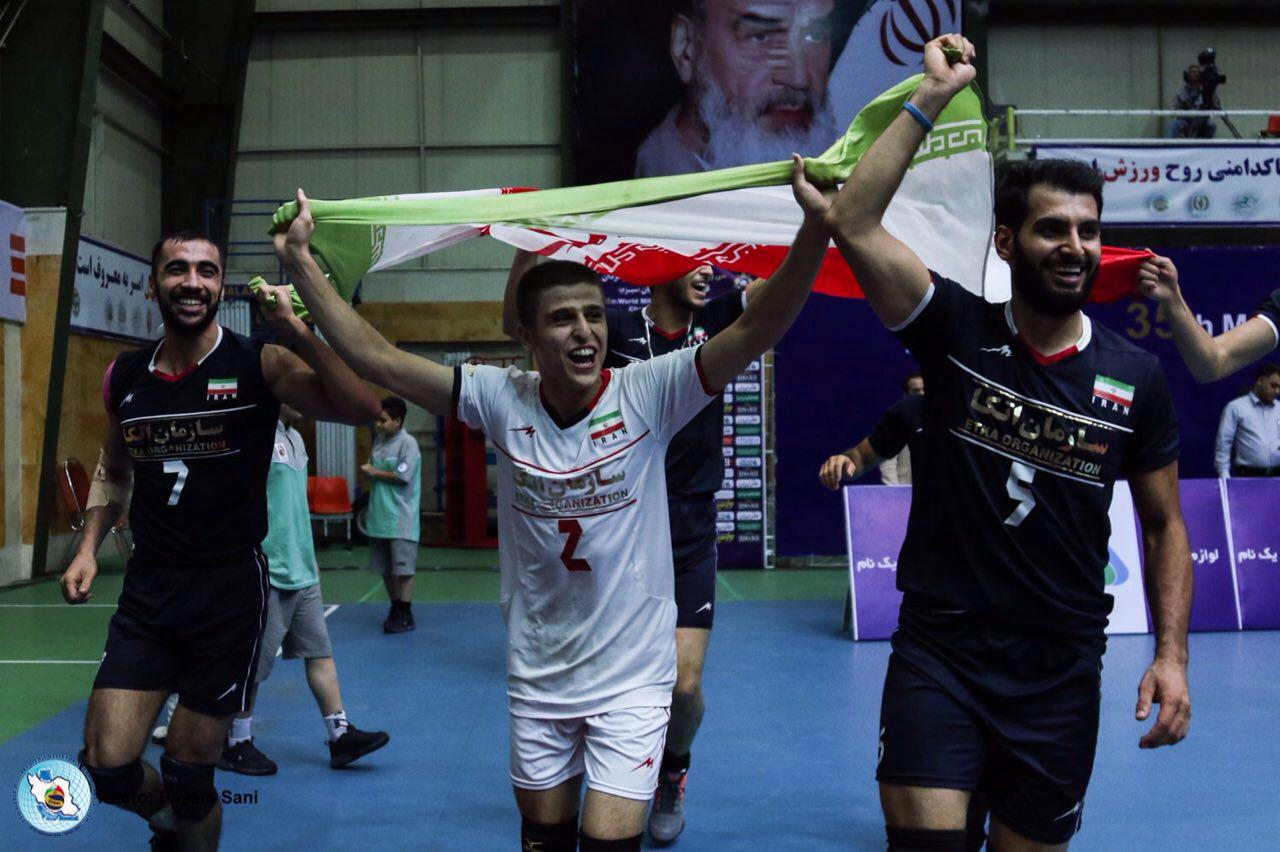
قهرمانی ارتش‌های جهان

بیژن براتی طرقی (زاده ۱۹ مرداد ۱۳۷۶ تهران) بازیکن پست لیبرو تیم ملی والیبال مردان ایران است.

## تیم ملّی
بیژن در سال ۱۳۹۳ وارد تیم ملی نوجوانان و از سال ۱۳۹۵ هم رسماً عضو تیم ملی جوانان شد. همچنین در مسابقات والیبال نظامیان جهان در سال ۱۳۹۶ عضو تیم ملی ارتش ایران بود.

## باشگاه
او والیبال باشگاهی را در سال ۱۳۹۱ از باشگاه گاز تهران شروع کرد. در سال ۱۳۹۲ به عضویت تیم پایه‌های پیکان تهران شد و با این تیم مقام سوم مسابقات سوپرلیگ نوجوانان کشور به دست آورد. با درخشش در این مسابقات به اردوی تیم ملی نوجوانان ایران دعوت شد. پس از آن تا سال ۱۳۹۷ به ترتیب در تیم‌های ارتعاشات صنعتی تهران، شهرداری بجنورد، پارسه تهران، رعد پدافند کاشان و عقاب تهران در سوپر لیگ والیبال بزرگسالان ایران توپ زد.

## افتخارات

### تیم ملّی
- قهرمانی مسابقات نوجوانان آسیا - سریلانکا ۲۰۱۴
- قهرمانی مسابقات ارتش‌های جهان -تهران ۲۰۱۶
- قهرمانی مسابقات المپیک کشورهای اسلامی –باکو ۲۰۱۷

### باشگاهی
- کسب مقام سومی مسابقات سوپرلیگ نوجوانان کشور سال ۱۳۹۲
- کسب مقام سومی مسابقات دسته یک کشور با تیم شهرداری بجنورد سال ۱۳۹۵